# نیکلای روبینشتاین
نیکلای گریگوریویچ روبینشتاین (به روسی: Никола́й Григо́рьевич Рубинште́йн)‏ (۱۴ ژوئن ۱۸۳۵ — ۲۳ مارس ۱۸۸۱) آهنگ‌ساز و نوازندهٔ پیانو اهل روسیه بود. او کنسرواتوار مسکو را در سال ۱۸۶۶ بنیاد گذارد و ادارهٔ آن را برعهده گرفت. او برادر کوچک‌تر آنتون روبینشتاین و از دوستان نزدیک چایکوفسکی بود.